# Dek'emhāre
Dek'emhāre (tigrinska: Dek’emhāre, ደቀምሓረ) är en ort i Eritrea.   Den ligger i regionen Debubregionen, i den centrala delen av landet, 30 km söder om huvudstaden Asmara. Dek'emhāre ligger 2 019 meter över havet och antalet invånare är 10 959.
Terrängen runt Dek'emhāre är kuperad norrut, men söderut är den platt. Runt Dek'emhāre är det tätbefolkat, med 257 invånare per kvadratkilometer. Dek'emhāre är det största samhället i trakten. Omgivningarna runt Dek'emhāre är i huvudsak ett öppet busklandskap.